# Csupaszszemű rigó
A csupaszszemű rigó (Turdus nudigenis) a madarak osztályának verébalakúak (Passeriformes) rendjébe és a rigófélék (Turdidae) családjába tartozó faj.

## Rendszerezése
A fajt Frédéric de Lafresnaye francia ornitológus írta le 1848-ban.

## Alfajai
- Turdus nudigenis nudigenis (Lafresnaye, 1848) - Kis-Antillák, Trinidad és Tobago, Kolumbia, Venezuela, Guyana, Suriname és Francia Guyana
- Turdus nudigenis extimus (Todd, 1931) - Brazília északi része  [2]

## Előfordulása
A Karib-térségben és Dél-Amerika északi részén, Anguilla, Antigua és Barbuda, Barbados, Brazília, Kolumbia, a Dominikai Közösség, Francia Guyana, Grenada, Guadeloupe, Guyana, Martinique, Montserrat, Saint Kitts és Nevis, Saint Lucia, Saint Vincent és a Grenadine-szigetek, Suriname, Trinidad és Tobago, Venezuela területén honos.
Természetes élőhelyei szubtrópusi és trópusi síkvidéki esőerdők és lombhullató erdők, valamint ültetvények, másodlagos erdők, vidéki kertek és városi régiók. Állandó, nem vonuló faj.

## Megjelenése
Testhossza 23–24 centiméter, testtömege 50–75 gramm.
|  |

## Életmódja
Bogyókkal és gyümölcsökkel táplálkozik, de gerincteleneket is fogyaszt.

## Szaporodása
|  |

## Természetvédelmi helyzete
Az elterjedési területe rendkívül nagy, egyedszáma pedig stabil. A Természetvédelmi Világszövetség Vörös listáján nem fenyegetett fajként szerepel.